# Alençon
Alençon là tỉnh lỵ của tỉnh Orne, thuộc vùng Normandie của nước Pháp, có dân số là 28.935 người (thời điểm 1999), là thành phố lớn nhất của tỉnh.

## Khí hậu
| Dữ liệu khí hậu của Alençon             | Dữ liệu khí hậu của Alençon | Dữ liệu khí hậu của Alençon | Dữ liệu khí hậu của Alençon | Dữ liệu khí hậu của Alençon | Dữ liệu khí hậu của Alençon | Dữ liệu khí hậu của Alençon | Dữ liệu khí hậu của Alençon | Dữ liệu khí hậu của Alençon | Dữ liệu khí hậu của Alençon | Dữ liệu khí hậu của Alençon | Dữ liệu khí hậu của Alençon | Dữ liệu khí hậu của Alençon | Dữ liệu khí hậu của Alençon |
| Tháng                                   | 1                           | 2                           | 3                           | 4                           | 5                           | 6                           | 7                           | 8                           | 9                           | 10                          | 11                          | 12                          | Năm                         |
| --------------------------------------- | --------------------------- | --------------------------- | --------------------------- | --------------------------- | --------------------------- | --------------------------- | --------------------------- | --------------------------- | --------------------------- | --------------------------- | --------------------------- | --------------------------- | --------------------------- |
| Cao kỉ lục °C (°F)                      | 17.7 (63.9)                 | 19.0 (66.2)                 | 22.4 (72.3)                 | 28.9 (84.0)                 | 31.0 (87.8)                 | 35.5 (95.9)                 | 39.0 (102.2)                | 38.5 (101.3)                | 34.2 (93.6)                 | 28.4 (83.1)                 | 21.0 (69.8)                 | 16.5 (61.7)                 | 39.0 (102.2)                |
| Trung bình ngày tối đa °C (°F)          | 7.0 (44.6)                  | 8.1 (46.6)                  | 11.6 (52.9)                 | 14.4 (57.9)                 | 18.1 (64.6)                 | 21.5 (70.7)                 | 24.0 (75.2)                 | 24.0 (75.2)                 | 20.7 (69.3)                 | 15.9 (60.6)                 | 10.6 (51.1)                 | 7.3 (45.1)                  | 15.3 (59.5)                 |
| Tối thiểu trung bình ngày °C (°F)       | 1.6 (34.9)                  | 1.4 (34.5)                  | 3.2 (37.8)                  | 4.7 (40.5)                  | 8.2 (46.8)                  | 10.9 (51.6)                 | 12.9 (55.2)                 | 12.6 (54.7)                 | 10.0 (50.0)                 | 7.7 (45.9)                  | 4.2 (39.6)                  | 2.0 (35.6)                  | 6.6 (43.9)                  |
| Thấp kỉ lục °C (°F)                     | −17.4 (0.7)                 | −18.0 (−0.4)                | −9.4 (15.1)                 | −5.2 (22.6)                 | −2.6 (27.3)                 | 0.3 (32.5)                  | 3.0 (37.4)                  | 2.2 (36.0)                  | 0.0 (32.0)                  | −6.0 (21.2)                 | −10.6 (12.9)                | −17.0 (1.4)                 | −18.0 (−0.4)                |
| Lượng Giáng thủy trung bình mm (inches) | 77.1 (3.04)                 | 55.0 (2.17)                 | 57.5 (2.26)                 | 52.0 (2.05)                 | 67.5 (2.66)                 | 51.1 (2.01)                 | 55.4 (2.18)                 | 41.7 (1.64)                 | 61.8 (2.43)                 | 75.9 (2.99)                 | 68.2 (2.69)                 | 83.5 (3.29)                 | 746.7 (29.40)               |
| Số ngày giáng thủy trung bình           | 12.5                        | 9.9                         | 10.6                        | 10.0                        | 10.7                        | 7.5                         | 7.6                         | 7.3                         | 8.0                         | 11.0                        | 11.2                        | 12.8                        | 119.1                       |
| Số ngày tuyết rơi trung bình            | 3.8                         | 3.8                         | 2.8                         | 1.1                         | 0.1                         | 0.0                         | 0.0                         | 0.0                         | 0.0                         | 0.0                         | 1.3                         | 2.5                         | 15.4                        |
| Độ ẩm tương đối trung bình (%)          | 89                          | 86                          | 81                          | 77                          | 78                          | 77                          | 76                          | 78                          | 82                          | 88                          | 89                          | 90                          | 82.6                        |
| Số giờ nắng trung bình tháng            | 62.0                        | 85.0                        | 131.4                       | 163.4                       | 190.3                       | 217.7                       | 215.0                       | 212.4                       | 168.2                       | 113.6                       | 70.5                        | 60.4                        | 1.689,5                     |
| Nguồn 1: Météo France                   |                             |                             |                             |                             |                             |                             |                             |                             |                             |                             |                             |                             |                             |
| Nguồn 2: Infoclimat.fr                  |                             |                             |                             |                             |                             |                             |                             |                             |                             |                             |                             |                             |                             |

## Nhân khẩu học
| 1962   | 1968   | 1975   | 1982   | 1990   | 1999   |
| ------ | ------ | ------ | ------ | ------ | ------ |
| 25 584 | 31 656 | 33 680 | 31 608 | 29 988 | 28 935 |

## Các thành phố kết nghĩa
- Quakenbrück (Đức)
- Koutiala (Mali)
- Basingstoke (Anh)

## Những người con của thành phố
- Anthony Geslin, vận động viên đua xe đạp
- Jacques-René Hébert, nhà xuất bản
- Jacques Julien Houton de Labillardière, nhà nghiên cứu tự nhiên
- Marie Anne Lenormand, nữ tiên tri
- Therese von Lisieux, nữ giáo sự của một dòng tu
- Daniel Balavoine, ca sĩ